# Аквариумный обогреватель
Аквариумный обогреватель — устройство для поддержания стабильной температуры и подогрева воды в аквариуме или террариуме, составляющая его технического обеспечения.

## Общие сведения
Для аквариумных рыбок необходимо создать соответствующую среду обитания, так как в своём большинстве они привезены из тёплых стран, поэтому могут существовать только при температуре не ниже 25-30 градусов. Даже если аквариум находится в тёплом помещении, обычно требуется аквариумный обогреватель. Это связано с тем, что вода в аквариуме не только должна быть тёплой, но также с тем, что температура воды должна быть как можно более стабильной. Ведь некоторые породы рыб сильно подвержены колебаниям температуры воды.
Мощность аквариумного обогревателя рассчитывается в ваттах. Производители обычно указывают на упаковке, для какого объёма (размера) аквариума предназначен конкретный обогреватель.
Обогреватель аквариума обычно состоит из двух функциональных компонентов: непосредственно нагревателя и биметаллического или электронного терморегулятора для поддержания постоянной температуры, и защиты от перегрева в виде биметаллического термопредохранителя. Он может иметь или не иметь термостат. Применяется, преимущественно, в тепловодных и тропических аквариумах.
В современной аквариумистике больше распространены электрические нагреватели, в которых источником тепла являются нихромовые спирали.
В сочетании с электронными или механическими термостатами такие обогреватели позволяют достаточно точно поддерживать необходимую температуру при относительно небольшом размере и стоимости. Ранее электрические обогреватели изготавливались своими руками из резисторов для радиоэлектроники, которые монтировались в пробирки и засыпались песком, ещё раньше в качестве нагревателя использовали пробирки, наполненные солевым раствором, в который помещали два графитовых электрода от отработавших батареек. Такие самодельные аквариумные обогреватели не соответствуют нормам электробезопасности и пожарной безопасности, не имеют терморегуляторов и защиты от перегрева, потому использовать их крайне не рекомендуется.

## Конструкция и место установки
По источнику энергии аквариумные обогреватели делятся на:
- электрические, в которых вода нагревается от элемента, получающего питание от электрического тока;
- топливные, в которых вода нагревается открытым огнем;
- питающиеся от систем центрального отопления.

В зависимости от размещения в аквариуме, обогреватели делятся на:
- внутренние, полностью погружённые в воду;
- с частичным погружением, в которых нагреватель находится в воде, а регулирующий элемент в воздухе;
- внешние, в которых нагревательный элемент находится на открытом воздухе.

Внутренние обогреватели устанавливают либо на дне аквариума, либо в месте, где есть приток воды от фильтра, протока и тому подобное.
Большинство обогревателей имеют присоску, позволяющую прикрепить устройство к стеклянной стенке аквариума или террариума.

## Мощность
Мощность обогревателя определяется параметрами аквариума (объем, площадь поверхности, наличие крышки или покровного стекла, место установки, тип и мощность ламп освещения и т. п.) и разницей температур, на которую необходимо нагреть воду. В наиболее общем случае мощность обогревателя определяют по объему аквариума и разницей температур из диапазона (0,2 : 0,5 Вт) / (л * градус). В нагревателях с регулятором относительная мощность может быть до (1,0 Вт) / (л * градус).
На англоязычных сайтах указано, что, как правило, на подогрев 1-го галлона воды (от 3,79 до 4,55 литра) требуется 5 ватт на галлон. Таким образом, 20-литровый аквариум потребует 100-ваттный обогреватель.
Нежелательно устанавливать нагреватели со значительным запасом мощности, так как выход из строя регулирующего оборудования или несвоевременное отключение нагревателя может привести к перегреву воды и гибели гидробионтов.
Дополнительно с обогревателем, температуру в аквариуме контролируют визуально с помощью аквариумного термометра.